# Самир Насри
Самир Насри (арап. سمير نصري., рођен 26. јуна 1987. у Марсељу) је бивши француски фудбалер алжирског порекла који је играо на позицији везног играча.

## Детињство и младост
Насријеви родитељи доселили су се из Алжира у Француску. Одрастао је у једном од најгорих предграђа Марсеја, La Gavotte Peyretu. Као дечак често је играо улични фудбал, где је и научио већину својих фудбалских трикова.
Како су се на улици увек скупљале уличне банде, Самиров отац Хамид одлучио је да га упише у локални клуб Pennes Mirabeau, у којем су га након две године открили скаути Марсеја.

## Каријера

### Олимпик Марсеј
Насри је почео да игра у млађим узрастима Марсеја са девет година. Са 17 година у сезони 2004/05., прешао је у први тим. Тринаест утакмица је играо од првог минута, а у једанаест ушао као замена с клупе.
Сезона 2005/06. је била велика прекретница за Насрија. Марсеј је играо у Интертото купу и Купу УЕФА, а Насри је одиграо 11 утакмица и постигао један погодак. Такође је све чешће био у првој постави Марсеја током првенства.
Сезоне 2006/07. Насри је постигао први погодак у Француској лиги, 29. априла 2007, у победи над Сошоом 4-2. То је омогућило Марсеју да се попне на четврту позицију, која је водила у квалификације за Куп УЕФА.
Насри је 20. маја 2007. проглашен за „младог играча године“ у Француској, испред Џимија Бријана и Карима Бенземе. Проглашен је и најбољим играчем Марсеја од стране навијача, са чак 62% гласова, чиме је добио право на надимак „Нови Зизу“, јер стилом игре и алжирским пореклом подсећа на Зинедина Зидана.
Почетком сезоне 2007/08. Насри је хоспитализован због сумње на менингитис, али се ипак брзо вратио на терен. У овој сезони своје прве наступе забележио је у Лиги шампиона, а и у првенству је редовно наступао. Укупно је у првенству Француске забележио 121 наступ и 11 голова.

### Арсенал
Насри је 11. јула потписао вишегодишњи уговор са енглеским Арсеналом. Вредност уговора процењена је на 20 милиона Евра. Свој дебитантски наступ у дресу Арсенала забележио је 30. јула у пријатељској утакмици са Штутгартом у Немачкој. Први погодак у Премијер лиги постигао је одмах у дебију 16. августа против Вест Бромвич албиона, након само четири минута игре. Иако није званично потврђено, верује се да је то најбржи погодак постигнут од стране неког дебитанта у дресу Арсенала.
Прву утакмицу у Лиги шампиона одиграо је 26. августа, у 3. претколу против Твентеа, у којој је постигао погодак у 26. минуту утакмице. Дана 12. септембра проглашен је Арсеналовим играчем августа.
Утакмица са Манчестер Јунајтедом, 8. новембра 2008, била је и најбоља коју је Насри одиграо од доласка у нови клуб. Постигао је два поготка и одвео Арсенал до победе од 2-1.

### Репрезентација
Насри је 28. марта добио позив за пријатељску утакмицу Француске са Аустријом. Извео је слободан ударац захваљујући коме је његов саиграч Карим Бензема постигао гол. Први погодак за репрезентацију Насри је постигао 6. маја 2007. против Грузије у квалификационом сусрету за одлазак на Европско првенство у фудбалу 2008. На Европском првенству одиграо је две утакмице као замена, укупно 32 минута.

## Контроверзе
Насри је 2017. пао на тестирању на недозвољене супстанце. УЕФА му је одредила суспензију од годину дана.

## Трофеји

### Олимпик Марсељ
- Интертото куп (1) : 2005.

### Манчестер сити
- Премијер лига (2) : 2011/12, 2013/14.
- Лига куп Енглеске (2) : 2013/14, 2015/16.
- ФА Комјунити шилд (1) : 2012.

### Репрезентација Француске
- Европско првенство У 17 (1) : 2004.

### Индивидуално
- Лига 1-Млади играч године: 2006-07
- Лига 1-Тим године: 2006-07

## Статистике
| Сезона  | Лига | Лига | Лига  | Куп | Куп | Куп   | Европа | Европа | Европа | Укупно | Укупно | Укупно |
| Сезона  | Ута  | Гол  | Асист | Ута | Гол | Асист | Ута    | Гол    | Асист  | Ута    | Гол    | Асист  |
| ------- | ---- | ---- | ----- | --- | --- | ----- | ------ | ------ | ------ | ------ | ------ | ------ |
| 2008-09 | 25   | 7    | 2     | 1   | 0   | 2     | 4      | 1      | 0      | 30     | 8      | 4      |